# Balladen om Bolette
Balladen om Bolette er en kortfilm instrueret af Peter Hagelund efter eget manuskript.